# Loi de Kopp
La loi de Kopp ou loi de Kopp-Neumann a pour énoncé : « La capacité calorifique d'un composé chimique à l'état solide est la somme des capacités calorifiques des éléments qui le composent ».
Elle donne une estimation de la capacité calorifique des composés chimiques des métaux, ainsi que de celle des alliages, à partir de celle des éléments.
D'après la loi de Dulong et Petit, la contribution de chaque atome à la capacité calorifique molaire Cp est environ égale à 3R (R est la constante des gaz parfaits) d'où, pour un composé chimique comportant m atomes, la loi de Kopp : Cp = 3 m R.
En complément de la loi de Dulong et Petit, elle a été utilisée par Cannizzaro pour étayer la théorie atomique.

## Historique
Pendant la première moitié du XIXe siècle de nombreux savants ont perfectionné la calorimétrie et mesuré les capacités calorifiques des éléments et de nombreux composés et alliages. Leur conclusion est que la capacité calorifique reste approximativement conservée lorsqu’à l'état solide on passe des éléments à un alliage ou à un composé chimique. En 1865, Kopp apporte de nouveaux résultats expérimentaux et les ajoute aux nombreuses données antérieures. Surtout, lorsqu'elle est applicable, il généralise la loi de Dulong et Petit aux composés chimiques. Il s'agit donc d'une mise au point globale sur le sujet, ce qui explique que l'on donne en priorité son nom aux divers aspects de la conservation des capacités calorifiques.
Jaeger et Bottema (1933) intitulent cette loi « loi de Neumann-Joule-Kopp-Regnault » et en donnent l'énoncé suivant pour l'état solide : « Les atomes des éléments conservent leur propre chaleur spécifique et atomique après qu'ils se sont combinés pour former une combinaison chimique. ».

## Applications et limites
Pour estimer la capacité calorifique molaire Cp d'un composé il suffit d’additionner les contributions des différents éléments. Leurs valeurs à 25 °C sont tabulées dans l'article capacité calorifique. L'indice p signifie que les valeurs sont mesurées à pression constante. Par exemple pour le ferrosilicium FeSi, les valeurs respectives de Cp du fer et du silicium sont 25,1 et 20,0 J K−1 mol−1. En les additionnant, on obtient Cp = 45,1 J K−1 mol−1 pour FeSi, en accord avec la valeur expérimentale 45 J K−1 mol−1.
La plupart des éléments à l'état solide suivent la loi de Dulong et Petit. Celle-ci indique que la capacité calorifique molaire Cp d'un élément solide est voisine de 3R où R est la constante des gaz parfaits (R = 8,314 J K−1 mol−1) d'où Cp≈ 25 J K−1 mol−1.
Pour un composé chimique comportant m atomes, la contribution à Cp de chaque atome est donc supposée égale à 3R d'où la formulation simplifiée usuelle de la loi de Kopp : Cp = 3 m R.
Le tableau donne les valeurs de Cp de différents composés du fer. La seconde ligne indique les valeurs de Cp/(3R) qui seraient égales à m si la loi de Kopp était exactement suivie.
L'accord entre les valeurs estimées et expérimentales est assez bon sauf pour Fe2O3 où l'on obtient 4,1 au lieu de 5. Pour FeSi, la valeur de Cp calculée ainsi est moins proche de la valeur expérimentale que dans le calcul précédent car le silicium dévie négativement par rapport à la loi de Dulong et Petit. Celle-ci n'est pas applicable aux éléments gazeux ou liquides (oxygène, fluor, chlore et brome). Par contre la loi de Kopp donne des résultats satisfaisants pour les combinaisons de ces éléments. Kopp a cependant noté que les composés oxygénés (tableau) donnent souvent des valeurs trop basses comme aussi les borures et les carbures. Cette déviation est bien plus importante s'il y a des anions complexes comme l'ion sulfate.
| Composé          | FeSi | FeO  | Fe2O3 | FeOCl | FeF2 | FeCl2 | FeCl3 | FeBr2 | FeI2 | Fe3C  |
| Cp (J K−1 mol−1) | 45   | 49,9 | 103,4 | 77    | 66,1 | 76,7  | 96,6  | 80,2  | 83,7 | 105,9 |
| Cp/(3R)          | 1,8  | 2,0  | 4,1   | 3,1   | 2,7  | 3,1   | 3,9   | 3,2   | 3,4  | 4,2   |